# جرذ كنغري
الجرذ الكنغري (الاسم العلمي: Dipodomys) هي جنس من الحيوانات تتبع فصيلة الفئران المتغايرة من رتبة القوارض. الجرذان الكنغرية هي حيوانات صغيرة تعيش في الصحراء، هم الأصلي إلى غرب أمريكا الشمالية.
يتراوح طول أنواعها ما بين 10 و20 سنتيمتراً، ووزنها ما بين 35 و180 غرام ويستمد الاسم الشائع من شكل قدميها و لأنها تقفز بطريقة مشابهة كثيراً للكنغر، ولكنها تطورت الي هذا النمط من الحركة بشكل مستقل، مثل العديد من القوارض (على سبيل المثال جربوع و الفئران القافزة).

## البيئة
تعيش الفئران الكنغر في المناطق القاحلة وشبه القاحلة خاصة على التربة الرملية أو الناعمة وهي مناسبة للحفر. ومع ذلك، فبإمكانها أن تتعايش في نطاقات جغرافية وبيئية متنوعة. على وجه الخصوص، تعيش الفئران الكنغر الميريامي (نسبة الي كليتون هارت ميريام عالم الحيوان)في مناطق ذات نسبة منخفضة لهطول الأمطار والرطوبة، وارتفاع درجة الحرارة في الصيف ومعدلات التبخر، ويمكن العثور عليها في مناطق متفاوتة الارتفاع، تتراوح من مستوى سطح البحر إلى حوالي 4500 قدم. وهم يعيشون في مناطق من التربة الحجرية، بما في ذلك الطين والحصى والصخور، والتي هي أصعب من التربة التي يفضلها بعض الأنواع الأخرى مثل الفئران الكنغر راية الذيل. 
تعيش الفئران الكنغر الميريامي في المناطق الساخنة والجافة، لذلك يجب علية المحافظة على المياه. و هي تفعل ذلك جزئيا من خلال خفض معدل الأيض، مما يقلل من فقدان المياه من خلال الجلد والجهاز التنفسي. ويحصلون على ما يكفي من الماء من الأكسدة الأيضية للبذور التي يأكلونها للبقاء على قيد الحياة ولا يحتاجون إلى شرب الماء على الإطلاق.
عادة ما تعيش جرذان كنغري منظاري في الأراضي العشبية و الادغال. وهم يعيشون في مناطق جافة أو اماكن ذات المياه المتاحة عن الفئران الكنغر ميريام. 
جميع أنواع الفئران الكنغر حساسة لدرجات الحرارة المتطرفة وتبقى في الجحور خلال العواصف الممطرة وغيرها من أشكال الطقس العاصف. و من مفترسيه الطبيعيين القيوط و الثعالب و الغرير، ابن عرس، البوم و الثعابين.